# 天主教奥波莱教区
天主教奧波萊教區（拉丁語：Dioecesis Opoliensis）是波蘭一個羅馬天主教教區。教座位於奧波萊。屬卡托維茨總教區。
成立於1972年6月28日。2011年，在當地902,000人口中，有教友861,800人，佔轄區總人口95.5%、398個堂區、801名司鐸、181名修士、692名修女。現任主教為安德肋·恰亞。